# Libanesische Basketballnationalmannschaft
Die libanesische Basketballnationalmannschaft repräsentiert Libanon bei Basketball-Länderspielen der Herren.

## Geschichte
Die libanesische Nationalmannschaft debütierte bei den Basketball-Europameisterschaft 1949. Mangels anderer kontinentaler Meisterschaften wurde die Europameisterschaft damals offen ausgetragen, so dass auch Teams aus Afrika und Asien teilnehmen konnten. Nachdem Libanon noch einmal 1953 bei der EM teilgenommen hatte, konnte die Mannschaft lange Zeit an keinen Turnieren teilnehmen.
Nach dem Ende des Bürgerkriegs in Libanon wurde die Nationalmannschaft wieder ins Leben gerufen und konnte sich drei Mal in Folge für die Weltmeisterschaften qualifizieren.
Aufgrund von Differenzen zwischen der Libanesischen Regierung und dem Libanesischen Verband, wurde im Juli 2013 die Mitgliedschaft Libanon in der FIBA auf unbestimmte Zeit ausgesetzt und die Nationalmannschaft von allen Wettbewerben ausgeschlossen. Das Verbot wurde 2014 bereits wieder aufgehoben.

### Erfolge
Die größten Erfolge Libanons sind die Gewinne der Silbermedaillen bei den Basketball-Asienmeisterschaften 2001 in Shanghai (China), 2005 in Doha (Katar) und 2007 in Tokushima (Japan).

## Abschneiden bei internationalen Wettbewerben

### Olympische Spiele
- bisher nicht qualifiziert.

### Weltmeisterschaften
- 2002 – 16. Platz
- 2006 – 17. Platz
- 2010 – 20. Platz
- 2023 – 23. Platz

### Asienmeisterschaften
- 1999 – 7. Platz
- 2001 – Silbermedaille
- 2003 – 4. Platz
- 2005 – Silbermedaille
- 2007 – Silbermedaille
- 2009 – 4. Platz
- 2011 – 6. Platz
- 2015 – 5. Platz
- 2017 – 6. Platz
- 2022 – 4. Platz

### Europameisterschaften
- 1949 – 7. Platz
- 1953 – 15. Platz

### Basketballwettbewerb bei den Asienspielen
- 2006 – 1. Platz